# Sydney Howard Smith
Sydney Howard Smith (Stroud, 3 febbraio 1872 – Stroud, 27 marzo 1947) è stato un tennista e giocatore di badminton britannico.

## Carriera
La sua carriera tennistica è legata al torneo di Wimbledon, fece l'esordio sui campi londinesi durante l'edizione del 1893 dove venne eliminato da Joshua Pim, futuro vincitore del torneo.
Nel 1899 raggiunse la finale del torneo preliminare venendo eliminato da Arthur Gore e l'anno dopo avanzò fino al Challenge Round dove si arrese solo a Reginald Doherty in quattro set.
Ottenne risultati migliori nel doppio maschile dove, in coppia con Frank Riseley, giocò cinque finali consecutive tra il 1902 e il 1906 vincendo la prima e l'ultima disputata. Curiosamente tutte e cinque le finali si tennero contro i gemelli Reginald a Laurence Doherty.
Fece parte della squadra britannica di Coppa Davis nel biennio 1905-06 e riuscì a conquistare due titoli superando in entrambe le occasioni gli Stati Uniti.
Ebbe successo anche nel badminton, fu infatti il primo vincitore del singolare maschile agli All England Championships del 1900.

## Finali dei tornei dello Slam

### Singolare

#### Finali perse (1)
| Numero | Data           | Torneo                      | Superficie | Avversario in finale | Punteggio          |
| 1.     | 30 giugno 1903 | Torneo di Wimbledon, Londra | Erba       | Reginald Doherty     | 8-6, 3-6, 1-6, 2-6 |

### Doppio

#### Vittorie (2)
| N. | Data           | Torneo                          | Superficie | Compagno      | Avversari in finale               | Punteggio                |
| 1. | 30 giugno 1902 | Torneo di Wimbledon, Londra (1) | Erba       | Frank Riseley | Laurence Doherty Reginald Doherty | 4–6, 8–6, 6–3, 4–6, 11–9 |
| 2. | 5 luglio 1906  | Torneo di Wimbledon, Londra (2) | Erba       | Frank Riseley | Laurence Doherty Reginald Doherty | 6–8, 6–4, 5–7, 6–3, 6–3  |

#### Finali perse (3)
| N. | Data           | Torneo                          | Superficie | Compagno      | Avversari in finale               | Punteggio          |
| 1. | 1º luglio 1903 | Torneo di Wimbledon, Londra (1) | Erba       | Frank Riseley | Laurence Doherty Reginald Doherty | 4–6, 4–6, 4–6      |
| 2. | 29 giugno 1904 | Torneo di Wimbledon, Londra (2) | Erba       | Frank Riseley | Laurence Doherty Reginald Doherty | 1–6, 2–6, 4–6      |
| 3. | 8 luglio 1905  | Torneo di Wimbledon, Londra (3) | Erba       | Frank Riseley | Laurence Doherty Reginald Doherty | 2–6, 4–6, 8–6, 3–6 |